# 운주산로
운주산로(Unjusan-ro)는 세종특별자치시 조치원읍신안2리삼거리에서 충청남도 천안시 광덕면 구정삼거리를 잇는 도로이다.

## 주요 경유지
세종특별자치시
- 조치원읍

충청북도
- 청주시 흥덕구 오송읍

세종특별자치시
- 전동면 . 전의면

충청남도
- 천안시 (광덕면)

## 노선
| 이름           | 접속 노선             | 소재지         | 소재지   | 소재지   | 비고 |
| -------------- | --------------------- | -------------- | -------- | -------- | ---- |
| 신안2리삼거리  | 국도 제1호선 (세종로) | 세종특별자치시 | 조치원읍 | 조치원읍 |      |
| 상주천교       |                       | 세종특별자치시 | 조치원읍 | 조치원읍 |      |
|                | 청주시                | 흥덕구         | 오송읍   |          |      |
| 사천교         |                       | 세종특별자치시 | 전동면   | 전동면   |      |
| 갈거리교       |                       | 세종특별자치시 | 전동면   | 전동면   |      |
| (이름없음)     | 전동로                | 세종특별자치시 | 전동면   | 전동면   |      |
| 개미고개삼거리 | 솔티로                | 세종특별자치시 | 전동면   | 전동면   |      |
| 미당교         |                       | 세종특별자치시 | 전동면   | 전동면   |      |
| 미곡삼거리     | 안모산길              | 세종특별자치시 | 전의면   | 전의면   |      |
| (이름없음)     | 왕의물로              | 세종특별자치시 | 전의면   | 전의면   |      |
| 전의교         |                       | 세종특별자치시 | 전의면   | 전의면   |      |
| 거천교         |                       | 세종특별자치시 | 전의면   | 전의면   |      |
| 유천과선교     |                       | 세종특별자치시 | 전의면   | 전의면   |      |
| 유정1교        |                       | 세종특별자치시 | 전의면   | 전의면   |      |
|                |                       | 세종특별자치시 | 전의면   | 전의면   |      |
| 구정삼거리     | 국도 제1호선 (세종로) | 천안시         | 광덕면   | 광덕면   |      |

## 주요 건물 및 시설
- 신안3리마을회관 (운주산로 66/신안로 244-19)
- S-OIL 명화제일주유소 (운주산로 244/심중리 352-4)
- 세븐일레븐 연기전동삼거리점 (운주산로 352/노장리 639-1)
- HD현대오일뱅크 전동주유소 (운주산로 355/노장리 632-8)
- 우리나라주유소 (운주산로 1032/동교리 13-2)
- CU 전의터미널점 (운주산로 1201/읍내리 264-2)
- 전의면 행정복지센터 (운주산로 1270/읍내리 99)
- S-OIL 서일산업 연기충전소 (운주산로 1605/유천리 85-6)